# Spathuliger fasciolatus
Spathuliger fasciolatus är en skalbaggsart som först beskrevs av Leon Fairmaire 1899.  Spathuliger fasciolatus ingår i släktet Spathuliger och familjen långhorningar. Inga underarter finns listade i Catalogue of Life.